# Léon Thome
Léon Thome, né le 15 juillet 1857 à Néris-les-Bains et mort le 14 avril 1925 à Paris, est un cavalier français d'attelage.

## Palmarès
- Jeux olympiques : 
  -  Médaille d'argent en attelage à quatre aux Jeux olympiques d'été de 1900 à Paris (France)[2].

## Distinctions individuelles
- Chevalier de la Légion d'honneur en 1908[3]
- Chevalier de l'ordre du Mérite agricole en 1906[3]